# Opa-locka North
Opa-locka North fue un lugar designado por el censo ubicado en el condado de Miami-Dade en el estado estadounidense de Florida. En el Censo de 2000 tenía una población de 6.224 habitantes y una densidad poblacional de 1.044,83 personas por km².

## Geografía
Opa-locka North se encuentra ubicado en las coordenadas 25°57′58″N 80°12′19″O / 25.96611, -80.20528. Según la Oficina del Censo de los Estados Unidos, Opa-locka North tiene una superficie total de 5.96 km², de la cual 5.7 km² corresponden a tierra firme y (4.35%) 0.26 km² es agua.

## Demografía
Según el censo de 2000, había 6.224 personas residiendo en Opa-locka North. La densidad de población era de 1.044,83 hab./km². De los 6.224 habitantes, Opa-locka North estaba compuesto por el 20.07%% blancos, el 74.98%% eran afroamericanos, el 0.16%% eran amerindios, el 0.47%% eran asiáticos, el 0.03%% eran isleños del Pacífico, el 1.83%% eran de otras razas y el 2.46%% pertenecían a dos o más razas. Del total de la población el 19.10%% eran hispanos o latinos de cualquier raza.